# ورنون فورست
ورنون فورست (انگلیسی: Vernon Forrest; ۱۲ ژانویهٔ ۱۹۷۱ – ۲۵ ژوئیهٔ ۲۰۰۹) بوکسور اهل ایالات متحده آمریکا بود.